# Live at the Apollo (álbum de Robert Palmer)
Live at the Apollo es un álbum en vivo del cantante británico de rock Robert Palmer, publicado en 2001 por Eagle Records. Su grabación se llevó a cabo el 15 de diciembre de 1988 en el Teatro Apollo de Nueva York, como parte de la gira promocional de Heavy Nova. Debido a ello, la lista se enfoca en las canciones de los álbumes de estudio publicados en la década de los ochenta.

## Lista de canciones
| N.º | Título                         | Escritor(es)                               | Duración |  |
| 1.  | «Some Like It Hot»             | Robert Palmer, Andy Taylor, John Taylor    | 5:18     |  |
| 2.  | «Hyperactive»                  | Palmer, Dennis Nelson, Tony Haynes         | 3:13     |  |
| 3.  | «Discipline of Love»           | David Batteau, Don Freeman                 | 3:01     |  |
| 4.  | «Tell Me I'm Not Dreaming»     | Bruce Sudano, Jay Gruska, Michael Omartian | 3:32     |  |
| 5.  | «I Didn't Mean to Turn You On» | James Harris III, Terry Lewis              | 3:34     |  |
| 6.  | «Looking for Clues»            | Palmer                                     | 3:40     |  |
| 7.  | «Change His Ways»              | Palmer                                     | 2:59     |  |
| 8.  | «Pride»                        | Palmer                                     | 3:03     |  |
| 9.  | «Woke Up Laughing»             | Palmer                                     | 5:06     |  |
| 10. | «Johnny and Mary»              | Palmer                                     | 3:15     |  |
| 11. | «Riptide»                      | Gus Kahn, Walter Donaldson                 | 2:13     |  |
| 12. | «Between Us»                   | Palmer                                     | 3:21     |  |
| 13. | «Flesh Wound»                  | Palmer, Frank Blair                        | 2:39     |  |
| 14. | «More Than Ever»               | Palmer                                     | 3:01     |  |
| 15. | «Simply Irresistible»          | Palmer                                     | 4:20     |  |
| 16. | «Casting a Spell»              | Palmer                                     | 3:20     |  |
| 17. | «Addicted to Love»             | Palmer                                     | 6:27     |  |

## Músicos
- Robert Palmer: voz
- Eddie Martinez: guitarra
- Frank Blair: bajo
- Dony Wynn: batería
- Brie Howard: percusión
- Alan Mansfield y David Rosenthal: teclados
- B.J. Nelson: coros